# Шоруньжа
Шоруньжа (мар. Унчо) — село в Моркинском районе Республики Марий Эл России. Административный центр одноимённого сельского поселения.
Численность населения — 899 (2010) человек.

## География
Село находится в 37 км к востоку от центра муниципального района — пгт Морки. Расположено на берегах реки Шоры.

## История
В 2018 году село было выбрано Культурной столицей финно-угорского мира на 2019 год (5-й по счёту). Выбор был сделан благодаря тому, что село славится памятниками природного и культурного наследия, его жители воссоздают старинные народные промыслы и собирают материалы древних традиций марийского народа. На открытие Культурной столицы в Шоруньжу приехали представители Удмуртии и Эстонии (народ сету).

## Население
| 2010 |
| ---- |
| 899  |

## Экономика

### Сельское хозяйство
- Сельскохозяйственная артель «Передовик»

### Транспорт
Находится в 1 километре от автодороги регионального значения 88К-017 Морки — Уньжинский — Параньга.
Имеет автобусное сообщение с Морками, Йошкар-Олой, Казанью.

## Образовательно-воспитательные учреждения
- Шоруньжинская средняя общеобразовательная школа.
- Школа—сад.

## Культура
- Библиотека

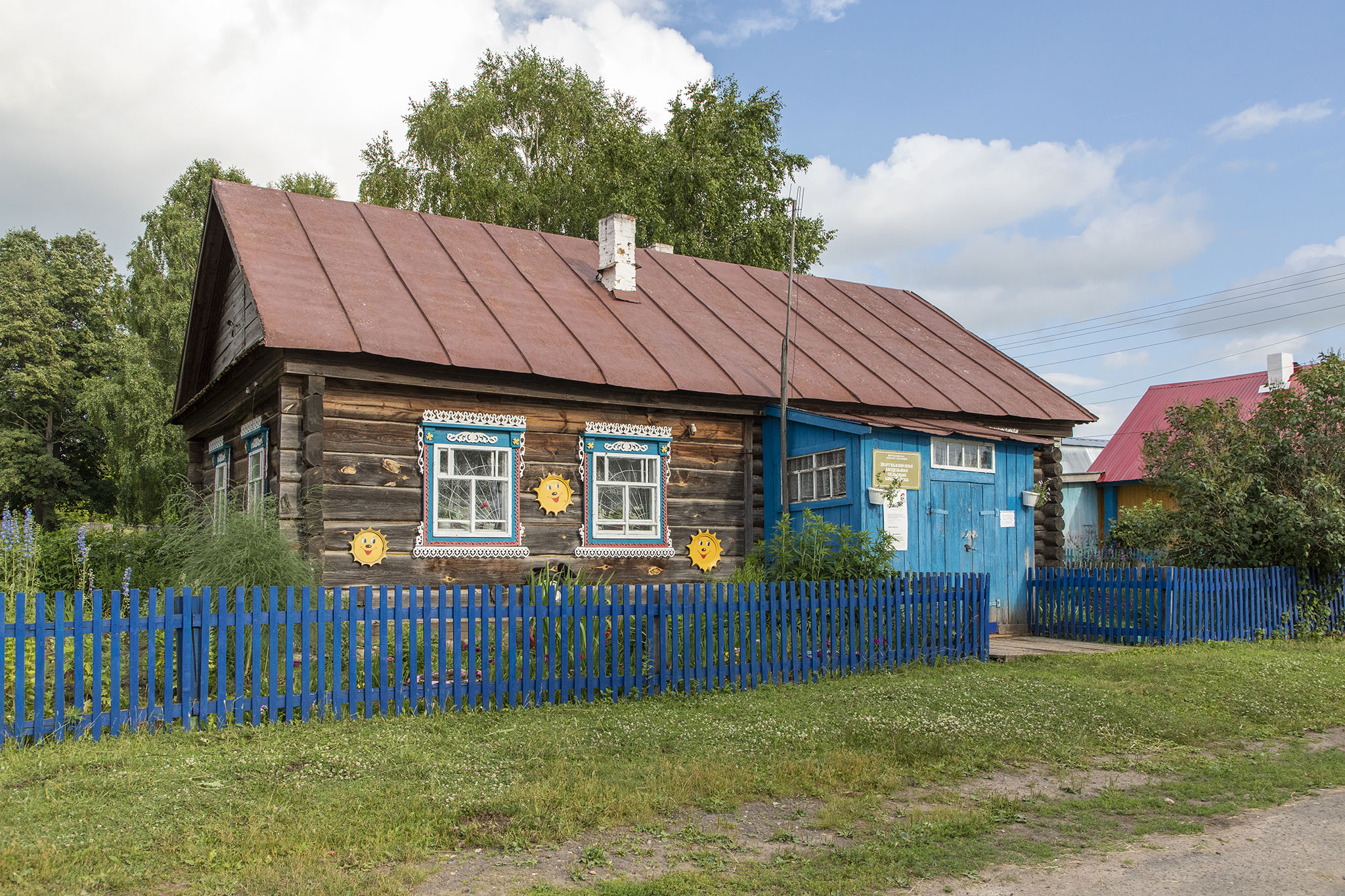
Здание сельской библиотеки

- Филиал Моркинской музыкальной школы, сельский дом культуры
- Этно-культурный комплекс, музей

## Здравоохранение
- Фельдшерско—акушерский пункт

## Религия
Язычество, православие

## Связь
- Шоруньжинское отделение почтовой связи.